# Luis Cuadrado Encinar
Luis Cuadrado Encinar (Toro, Zamora, 8 de juliol de 1934 - Madrid 18 de gener de 1980) va ser un director de fotografia i operador de càmera espanyol.

## Biografia
Fill d'un restaurador de vidrieres, estudià a l'Escola Oficial de Cinematografia i va introduir a Espanya l'estil visual de la nouvelle vague francesa. Va participar, exercint-se com a director de fotografia o operador de càmera, en nombroses pel·lícules espanyoles dels anys 1960 i 1970 i al costat de directors com Carlos Saura (La caza, El jardín de las delicias), Víctor Erice (El espíritu de la colmena) i José Luis Borau (Furtivos).
Una progressiva ceguesa, que va arribar a ser total, li va privar de continuar amb el seu treball i ja a Cría cuervos (1976) va haver de ser ajudat pel seu deixeble, Teo Escamilla. Va morir el 18 de gener de 1980, a Madrid.

## Filmografia

### Com a director de fotografia
- Memoria (1978)
- Mi primer pecado (1977)
- Emilia... parada y fonda (1976)
- Pascual Duarte (1976)
- La muerte del escorpión (1976)
- Furtivos (1975)
- El clan de los Nazarenos (1975)
- El blanco, el amarillo y el negro (1975)
- Hay que matar a B. (1975)
- La Regenta (1974)
- El amor del capitán Brando (1974)
- La prima Angélica (1974)
- Proceso a Jesús (1974)
- Las cosas bien hechas (1974)
- Mi profesora particular (1973)
- El espíritu de la colmena (1973)
- La banda de Jaider (1973)
- Habla, mudita (1973)
- Ana y los lobos (1973)
- Diabólica malicia (1972)
- Los hijos del día y de la noche (1972)
- Condenados a vivir (1972)
- La casa sin fronteras (1972)
- Lejos de los árboles (1972)
- Mi querida señorita (1972)
- Carta de amor de un asesino (1972)
- Adiós, cigüeña, adiós (1971)
- Los jóvenes amantes (1971)
- Goya, historia de una soledad (1971)
- Consejos a los rumiantes (1971)
- Pastel de sangre (1971)
- El jardín de las delicias (1970)
- Las secretas intenciones (1970)
- Un, dos, tres, al escondite inglés (1970)
- Las sepulcrales (1970)
- Permanencia del arabesco (1970)
- Del amor y otras soledades (1969)
- Los desafíos (1969)
- La madriguera (1969)
- Cantando a la vida (1969)
- España otra vez (1969)
- Deseoconsumo (1969)
- Jutrzenka (1969)
- Urtain, el rey de la selva... o así (1969)
- Stress-es tres-tres (1968)
- El Baldiri de la costa (1968)
- Si volvemos a vernos (1968)
- Nocturno 29 (1968)
- Tierra madre (1968)
- Peppermint frappé (1967)
- De cuerpo presente (1967)
- Valencia de Blasco Ibáñez (1967)
- Último encuentro (1967)
- Catch (1967)
- La costa Brava (1967)
- No contéis con los dedos (1967)
- Sábado en la playa (1967)
- Juguetes rotos (1966)
- La caza (1966)
- Maestros del duende (1966)
- Mañana será otro día (1966)
- Unos chicos, unas chicas (1966)
- España insólita (1965)
- El Memorial del agua (1965)
- San Juan del Toro (1965)
- Los seis días (1964)
- Potencia para el desarrollo (1964)
- Vitoria Stop (1964)
- Vizcaya cuatro (1964)
- Turno de noche (1963)
- El borracho (1962)
- A través del fútbol (1962)
- Capital Madrid (1962)
- Felipe el Hermoso (1962)
- Jueves Santo (1962)
- Minas de Riotinto (1962)
- Playa insólita (1962)
- Un martes (1962)
- Cuartelazo (1961)
- La lágrima del diablo (1961)
- Día de paro (1960)

### Com a operador de càmera
- Nocturno 29 (1968)
- El próximo otoño (1967)
- Muere una mujer (1965)
- Megatón Ye-Ye (1965)
- Ercole, Sansone, Maciste e Ursus gli invincibili (1964)
- A través de San Sebastián (1960)
- Día de muertos (1960)
- Tarde de domingo (1960)

## Premis
Medalles del Cercle d'Escriptors Cinematogràfics
| Any  | Categoria         | Pel·lícula                                                                 | Resultat  |
| ---- | ----------------- | -------------------------------------------------------------------------- | --------- |
| 1966 | Millor fotografia | La caza                                                                    | Guanyador |
| 1967 | Millor fotografia | Peppermint frappé Si volvemos a vernos                                     | Guanyador |
| 1968 | Millor fotografia | Stress-es tres-tres                                                        | Guanyador |
| 1969 | Millor fotografia | Un, dos, tres, al escondite inglés                                         | Guanyador |
| 1970 | Millor fotografia | El jardín de las delicias Goya (Historia de una soledad) La tonta del bote | Guanyador |
| 1973 | Millor fotografia | El espíritu de la colmena Ana y los lobos Habla, mudita                    | Guanyador |
| 1974 | Millor fotografia | Labor de conjunt                                                           | Guanyador |
| 1976 | Millor fotografia | Pascual Duarte                                                             | Guanyador |
| 1977 | Millor fotografia | Labor de conjunt                                                           | Guanyador |